# Orion (álbum de Musicólogo & Menes)
Orion es el primer álbum de estudio de los productores puertorriqueños Musicólogo & Menes. Fue publicado el 11 de agosto del 2015, bajo el sello Nazza Records y Rimas Entertainment. 
Se divide en 2 partes, el primero fue titulado como "Orión: Ride of the Universe" contó con 12 sencillos y artistas como Justin Quiles, Jowell & Randy, Kendo Kaponi, Farruko, Luigi 21 Plus, Ángel & Khriz, Juanka "El Problematik", Alexio "La Bestia", entre otros. 
El segundo fue titulado "Orión: The Lost Constellation" contó con 14 sencillos, en este se incluyó a artistas como Zion & Lennox, Yomo, Tony Dize, Ozuna, De la Ghetto, Ñengo Flow, J Álvarez, Nicky Jam, entre otros.

### "Orión: Ride of the Universe"
| N.º | Título                                      | Productor                                     | Duración |  |
| 1.  | «Welcome To Orion»                          | Musicologo & Menes                            | 01:48    |  |
| 2.  | «Tumba La Casa» (Alexio "La Bestia")        | Musicologo & Menes, Jowny Boom Boom           | 04:02    |  |
| 3.  | «Voy Por Ahí» (Luigi 21 Plus)               | Musicologo & Menes, Montana "The Producer"    | 03:35    |  |
| 4.  | «Abracadabra» (Kendo Kaponi)                | Musicologo & Menes, Neo Nazza, Super Yei      | 03:39    |  |
| 5.  | «En Alta» (Pusho)                           | Musicologo & Menes                            | 03:43    |  |
| 6.  | «Perreo Sólido» (Jowell & Randy)            | Musicologo & Menes, DJ Blass, Jazz The Hitmen | 03:28    |  |
| 7.  | «Si El Mundo Se Acabara» (Justin Quiles)    | Musicologo & Menes                            | 03:46    |  |
| 8.  | «Quiere Calle» (Farruko)                    | Musicologo & Menes                            | 03:47    |  |
| 9.  | «Acurrucao» (Chyno Nyno)                    | Musicologo & Menes                            | 03:12    |  |
| 10. | «Juanka En Orion» (Juanka "El Problematik") | Musicologo & Menes, Super Yei                 | 04:24    |  |
| 11. | «Party En Orion» (Angel & Khriz)            | Musicologo & Menes                            | 03:31    |  |
| 12. | «Ride Of The Universe»                      | Musicologo & Menes                            | 01:55    |  |

### "Orión: The Lost Constellation"
| N.º | Título                                     | Productor                                         | Duración |  |
| 1.  | «Quiero Tenerte Aquí» (Zion & Lennox)      | Musicologo & Menes, Neo Nazza                     | 04:17    |  |
| 2.  | «Noche Fría» (Yomo, Kendo Kaponi)          | Musicologo & Menes, Super Yei, Hi Flow, Neo Nazza | 05:10    |  |
| 3.  | «Imagínate» (Tony Dize)                    | Musicologo & Menes, Bryan La Mente del Equipo     | 04:03    |  |
| 4.  | «Esta Noche» (Ronald "El Killa", Jory Boy) | Musicologo & Menes                                | 03:41    |  |
| 5.  | «Espejo» (Ozuna, De La Ghetto)             | Musicologo & Menes                                | 04:18    |  |
| 6.  | «Suena El Boom» (Falsetto & Sammy)         | Musicologo & Menes, Neo Nazza, Super Yei          | 03:28    |  |
| 7.  | «Cae La Noche» (Ñengo Flow)                | Musicologo & Menes, Yampi, Sinfonico, Onyx        | 03:46    |  |
| 8.  | «Su Corazon Le Robo» (Limitz)              | Musicologo & Menes, Neo Nazza                     | 03:37    |  |
| 9.  | «No Se Que Tienes» (Kelmitt)               | Musicologo & Menes, Neo Nazza, EQ El Equalizer    | 03:48    |  |
| 10. | «Falsas Mentiras» (Ozuna)                  | Musicologo & Menes, Super Yei                     | 04:29    |  |
| 11. | «Lonely» (Farruko)                         | Musicologo & Menes, Phantom                       | 03:00    |  |
| 12. | «Quiero Estar Contigo» (Nicky Jam)         | Musicologo & Menes                                | 03:16    |  |
| 13. | «Infiel» (Kent & Tony)                     | Musicologo & Menes, Neo Nazza                     | 03:38    |  |
| 14. | «Cuéntame Tu Historia» (J Álvarez)         | Musicologo & Menes, Neo Nazza, Miky Tones, JX     | 03:06    |  |